# Royal Birkdale Golf Club
Der Royal Birkdale Golf Club, kurz Royal Birkdale, ist ein Premium Golfclub in Großbritannien. Er liegt an der Küste des St.Georgs Kanal in der Nähe der Stadt Southport zwischen Liverpool und Blackpool
und ist einer der regelmäßigen Austragungsorte der Open Championship, des traditionsreichsten und ältesten Golfturniers der Welt.

## Geschichte
Der Birkdale Golf Club wurde bereits 1889 gegründet und gestattete bereits im Gründungsjahr Frauen die Mitgliedschaft und Nutzung der Platzanlagen.
Der Platz des Birkdale Golf Club wurde 1889 zunächst als ein 9-Loch-Kurs an anderer Stelle erbaut und wurde 20 Jahre später am jetzigen Standort auf 18 Loch erweitert. 1935 wurde mit einem Platzumbau auch ein neues Clubhaus errichtet und am 7. November 1951 der königliche Status eines Royal Golfclubs verliehen.
Die erste Austragung einer Open in Royal Birkdale war bereits für 1940 geplant, musste dann aber kriegsbedingt auf 1946 mit der Austragung der etwas kleineren Britischen Amateurmeisterschaften vertagt werden.
In den Nachkriegsjahren war Royal Birkdale auch Austragungsort für Mannschaftswettbewerbe. So wurden hier bereits 1948 mit dem Curtis Cup und 1951 mit dem Walker Cup große amerikanische Erfolge gefeiert. Während der 60er Jahre war der Club gleich zweifach Gastgeber des Ryder Cups. Erst 2008 konnte der Ire Pádraig Harrington als erster Europäer die Dominanz nichteuropäischer Erfolge in Royal Birkdale beenden und seinen im Vorjahr in Carnoustie errungenen Titel verteidigen.

## The Ryder Cup

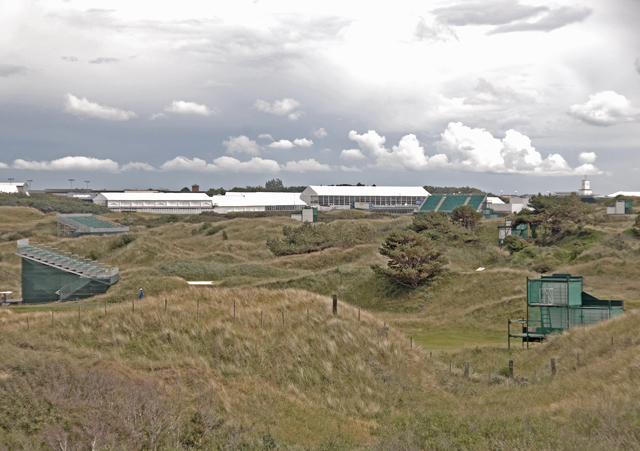
Platz vor einer Open

War der amerikanische Erfolg 1965 noch ungefährdet (19,5-12,5), erlebte der Cup 1969 mit dem ersten Unentschieden seiner Geschichte eine Premiere in Royal Birkdale. Dennoch durften die Vereinigten Staaten als Titelverteidiger den Pokal behalten. Als eine besondere Geste sportlicher Fairness ging dabei Jack Nicklaus’ geschenkter Put am letzten zu spielenden Loch in die Geschichte des Golfsports ein, da ein möglicher Fehlput Tony Jacklins einen weiteren amerikanischen Sieg bedeutet hätte.

## The Open Championship
Bisher wurde die British Open in Royal Birkdale 9-mal ausgetragen.
| Jahr | Gewinner           | Nationalität       | Score | Score | Score | Score | Score     |
| Jahr | Gewinner           | Nationalität       | R1    | R2    | R3    | R4    | Total     |
| ---- | ------------------ | ------------------ | ----- | ----- | ----- | ----- | --------- |
| 1954 | Peter Thomson      | Australien         | 72    | 71    | 69    | 71    | 283 (−5)  |
| 1961 | Arnold Palmer      | Vereinigte Staaten | 70    | 73    | 69    | 72    | 284 (−4)  |
| 1965 | Peter Thomson      | Vereinigte Staaten | 74    | 68    | 72    | 71    | 285 (−3)  |
| 1971 | Lee Trevino        | Vereinigte Staaten | 69    | 70    | 69    | 70    | 278 (−10) |
| 1976 | Johnny Miller      | Vereinigte Staaten | 72    | 68    | 73    | 66    | 279 (−9)  |
| 1983 | Tom Watson         | Vereinigte Staaten | 67    | 68    | 70    | 70    | 275 (−9)  |
| 1991 | Ian Baker-Finch    | Australien         | 71    | 71    | 64    | 66    | 272 (−8)  |
| 1998 | Mark O’Meara       | Vereinigte Staaten | 72    | 68    | 72    | 68    | 280 (E)   |
| 2008 | Pádraig Harrington | Irland             | 74    | 68    | 72    | 69    | 283 (+3)  |

## The Women’s Open Championship
Im Gegensatz zu anderen Austragungsorten der British Open ermöglichte Royal Birkdale den Damen schon frühzeitig und mehrfach die Austragung eigener Meisterschaften. Bereits 1909 war er Austragungsort der Ladies’ British Open im Match Play und wurde auch im modernen Damenturniergolf gern zur Austragung der The Women’s Open Championship genutzt.
| Jahr | Gewinner                       | Nationalität       | Score | Score | Score | Score | Score |
| Jahr | Gewinner                       | Nationalität       | R1    | R2    | R3    | R4    | Total |
| ---- | ------------------------------ | ------------------ | ----- | ----- | ----- | ----- | ----- |
| 1982 | Marta Figueras-Dotti (Amateur) | Spanien            |       |       |       |       | 311   |
| 1986 | Laura Davies                   | England            |       |       |       |       | 283   |
| 2000 | Sophie Gustafson               | Schweden           |       |       |       |       | 282   |
| 2005 | Jeong Jang                     | Südkorea           | 68    | 66    | 69    | 69    | 272   |
| 2010 | Yani Tseng                     | Taiwan             | 68    | 68    | 68    | 73    | 277   |
| 2014 | Mo Martin                      | Vereinigte Staaten | 69    | 69    | 77    | 72    | 287   |